# Triancyra petila
Triancyra petila är en stekelart som beskrevs av Baltazar 1961. Triancyra petila ingår i släktet Triancyra och familjen brokparasitsteklar. Inga underarter finns listade i Catalogue of Life.